# Бамбоура (аэропорт)
Бамбоура (также Бомбора, груз. ბომბორა) — аэропорт (аэродром) совместного базирования в Гудаутском районе Республики Абхазия.

## Описание
Длина взлетно-посадочной полосы составляет 3000 метров. Аэродром способен принимать все типы боевых, а также военно-транспортных самолётов. Крайняя точка выходящей к Чёрному морю взлётно-посадочной полосы отдалена от берега на расстояние 60-70 метров, что позволяет самолётам сразу после взлета выполнять полёт на сверхмалой высоте над поверхностью моря, что затрудняет их обнаружение радарами.

## История
В советское время на аэродроме дислоцировалась истребительная, штурмовая и транспортная авиация ВВС СССР.

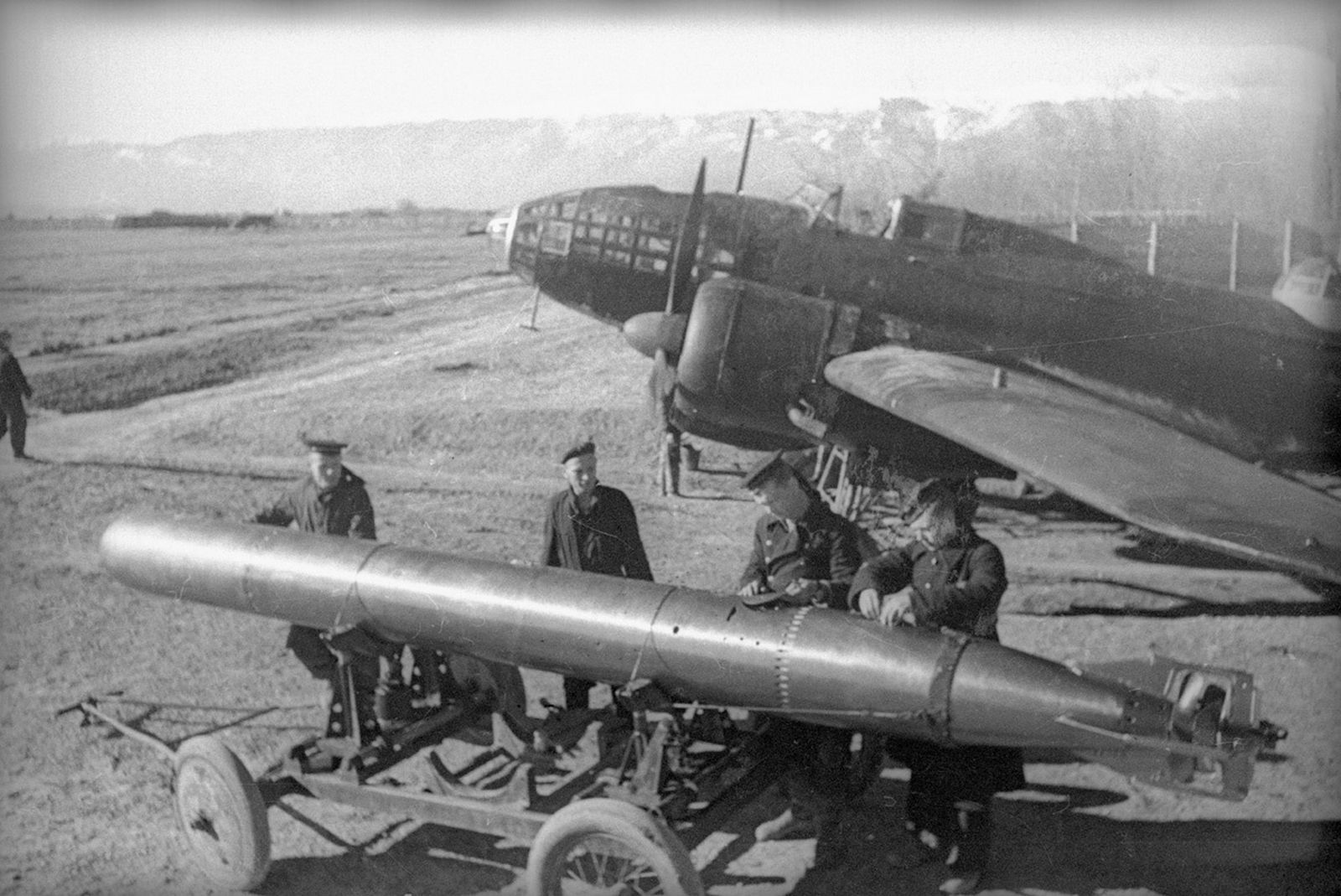
Ил-4Т 5-го гвардейского мтап готовят к боевому вылету на аэродроме Гудаута, 1943 год, Фотохроника ТАСС, фото Е. Халдей

Во время Великой Отечественной войны на аэродроме базировались бомбардировочная авиация Черноморского флота. В начале 1960-х, а затем в начале 1970-х годов полосу два раза удлиняли. С 1963 по 1969 гг. аэродром использовался для выполнения пассажирских рейсов, были рейсы в Москву и Ленинград, летали самолёты Ил-18 и Ту-104. В 1968 году построили здание аэровокзала, в котором позднее размещался штаб 171-го Тульского Краснознаменного ИАП.
171-й Тульский Краснознамённый истребительный авиационный полк базировался в период с 1950 года по октябрь 1982 года и был перебазирован на аэродром Угольный Чукотского автономного округа. Летал на самолетах Ла-7, МиГ-15, МиГ-17, Як-28П, Су-15 ТМ. Возле штаба полка был установлен на постамент МиГ-17.
С 1982 по 1992 год на аэродроме дислоцировался 529-й истребительный авиационный полк ПВО.
В 2009 году было объявлено о возможном размещении на аэродроме авиационной группировки ВВС России.
По состоянию на 2014 год, военно-воздушная база Бамбора входит в состав 7-й российской военной базы.

## Аварии и катастрофы
- 1 октября 1991 года на аэродроме днем в ПМУ потерпел катастрофу вертолет Ми-8АМТ, пилотируемый командиром экипажа капитаном Вихровым Ю. Д. Выполняя полет на высоте 170 м над морем, вертолет столкнулся со стаей птиц. Возник помпаж правого двигателя. Бортовой техник поспешно выключил оба двигателя. Командир экипажа, стремясь дотянуть до берега, для уменьшения вертикальной скорости затяжелил несущий винт. Это привело к потере его энергии и грубому столкновению вертолета с водной поверхностью. Погибли командир экипажа и летчик-штурман. Причиной катастрофы явились поспешные действия по выключению обоих двигателей бортовым техником после попадания вертолета в стаю птиц, помпаж и остановка одного из них.
- 19 декабря 1991 года на аэродроме днем в ПМУ потерпел аварию вертолет Ми-8т, пилотируемый капитаном Демченко М. Н. При заходе на высокогорную площадку на высоте 2200 м на перегруженном вертолете, из-за попадания в зону действия нисходящих потоков воздуха, произошло увеличение вертикальной скорости снижения. Командир экипажа, не предвидя опасность попадания в зону нисходящих потоков воздуха, снижение вертолета предотвратить не смог. Вертолет столкнулся со склоном горы и разрушился. Экипаж и пассажиры чудом не пострадали. Причинами летного происшествия явились организационные упущения и нарушения командованием соединения требований НАПСС-90 г. по подготовке экипажа для ПСР, что привело к выполнению поисково-спасательных полетов экипажем вертолета, не подготовленного для этой задачи в условиях высокогорья; недисциплинированность экипажа вертолета, выразившаяся в перевозке излишнего количества пассажиров; ошибочные действия командира экипажа, который недостаточно четки знал особенности пилотирования вертолета в горах, приведшие к снижению его при заходе на посадку до уровня площадки и попаданию в зону действия нисходящего потока воздуха.
- 11 ноября 1992 года днём в ПМУ произошла катастрофа самолёта Су-27, пилотируемого капитаном Снесарь А. А., из состава дежурных сил 562-го истребительного авиационного полка ПВО, базирующихся на аэродроме. При выполнении петли Нестерова над аэродромом после выполнения задания по сопровождению группы штурмовиков Су-25, лётчик допустил ошибку в технике пилотирования, выполнив нисходящую часть фигуры пилотажа с нарушением мер безопасности. Так, ввод в петлю был осуществлён с высоты 50 м и на скорости 800 км/ч на форсажном режиме работы двигателя. В верхней точке петли высота составила 2200 метров при скорости 780 км/ч. Продолжая выполнение фигуры лётчик, не выключая форсажа, ввёл самолёт в нисходящую часть фигуры пилотажа на высоте ниже установленной. Осознав, что не хватает высоты для вывода самолёта из петли, лётчик на высоте 400 м и скорости 1050 км/ч увеличил перегрузку до 10 единиц, но высоты для вывода не хватило и самолёт столкнулся с водной поверхностью.